# 南京市江宁区博物馆
江宁区博物馆位于中華人民共和國江苏省南京市江宁区竹山路88号，成立于1958年5月6日，现为国家二级博物馆。江宁区博物馆由江宁博物馆和东晋历史文化博物馆组成，有千秋江宁、风流东晋、裴家同书画馆三个基本陈列，馆藏文物在3,000件（套）以上，其中国家一级文物8件。

## 历史
江宁区博物馆是南京市成立最早的区县级博物馆，成立时间为1958年5月6日，当时的名字是江宁县博物馆。1992年5月5日，江宁县博物馆在竹山公园西侧兴建馆舍（现在称为旧馆），1993年8月18日建成开放。2007年4月，江宁区博物馆选址竹山公园东侧，建设新馆。2008年2月，南京市文物局批准将东晋历史文化博物馆与江宁博物馆同址建设。新馆占地面积17.8亩，建筑面积7,480平方米。2008年2月1日。江宁区博物馆开始免费对外开放。2011年9月28日，江宁区博物馆新馆正式开放。江宁区博物馆2013年获评第二批国家三级博物馆，2020年获评第四批国家二级博物馆。

## 展陈与藏品
江宁区博物馆新馆由江宁博物馆和东晋历史文化博物馆组成，前者主要介绍江宁区的历史文化，后者以东晋历史文化为主。博物馆设四个展厅，常设展览三个（千秋江宁、风流东晋、裴家同书画馆），另有一个临时展厅。江宁区博物馆馆藏文物超过3,000件（套），其中有国家一级文物8件、国家二级文物46件、国家三级文物901件。主要藏品有西汉铜钫、西汉牛纽三足鼎、汉代大玉璧、汉代彩绘漆碗、东吴天册元年买地券、东吴佛像镜、东晋鸡首罐、东晋蛙形水盂、宋代青釉瓷枕、元代铜权、明代琉璃建筑等。